# Шарафетдинов, Имиль Ирфанович
Имиль Ирфанович Шарафетдинов (тат. Имиль Ирфан улы Шәрәфетдинов); (род. 2 ноября 1987 года) — российский борец греко-римского стиля, член национальной сборной России. Чемпион России 2010, 2012, 2018 годов; бронзовый призёр чемпионата мира 2010 года в Москве. Чемпион мира среди военнослужащих 2018. По национальности татарин, сын четырёхкратного абсолютного победителя московского сабантуя. Победитель Чемпионат России по греко-римской борьбе 2018 в Одинцово в весовой котегории до 82 кг.
По национальности — Татарин.

## Спортивная карьера
На дебютном для себя чемпионате мира 2010 в Москве завоевал бронзовую медаль, победив в схватке за третье место Рафика Гусейнова из Азербайджана — 1:0, 3:0. Победитель гран-при Венгрии 2010 года. В марте 2015 года Имиль стал бронзовым призёром Чемпионата России в весовой категории до 80 кг выиграв у Артура Магомедова. В 2016 году стал финалистом Кубка Мира 2016 до 85 кг.

## Достижение
- Чемпионат мира среди военнослужащих - 1 место (2018).
- Чемпионат мира - 3 место (2010).
- Чемпионат России - 1 место (2010, 2012, 2018).